# Paseo del Malecón
El paseo del Malecón es una construcción situada en la ciudad de Murcia (Región de Murcia, España), cuyo objeto era servir de contención frente a las crecidas del río Segura, convertido con posterioridad en paseo sobre la huerta circundante de la ciudad. Se trata de uno de los lugares emblemáticos de la capital murciana, y está catalogado como Bien de Interés Cultural.

## Características
Paseo que se sitúa a tres metros sobre el nivel del suelo, rodea la ciudad por su lado oeste en más de 1,5 km, partiendo del Plano de San Francisco y adentrándose en las antiguas huertas de la pedanía de La Arboleja. 
Al erigirse como una conexión entre la ciudad y su huerta circundante, fue utilizado como lugar de ocio, de paseo y descanso desde tiempo inmemorial. Durante las Fiestas de Primavera, así como la Feria de Murcia, principales periodos festivos de la ciudad, el Malecón acoge recintos de casetas gastronómicas (barracas en las Fiestas de Primavera y Los Huertos en la Feria de Septiembre) y mercadillos de artesanía.

## Historia
Fue construido en el siglo XV como muro de contención de avenidas para evitar que los meandros del río Segura que existían al oeste de la ciudad, así como las avenidas del Guadalentín (que hasta la construcción del canal del Reguerón desembocaba en el Segura aguas arriba de Murcia) no afectaran en sus desbordamientos a los antiguos barrios de San Antolín y San Andrés, y por ende al resto de la ciudad. 
Con posterioridad, debido a su deterioro a causa de las lluvias y tráfico de caballerías (puesto que ya por entonces era utilizado como paseo), fue reedificado por Francisco de Luján y Arce en 1736.

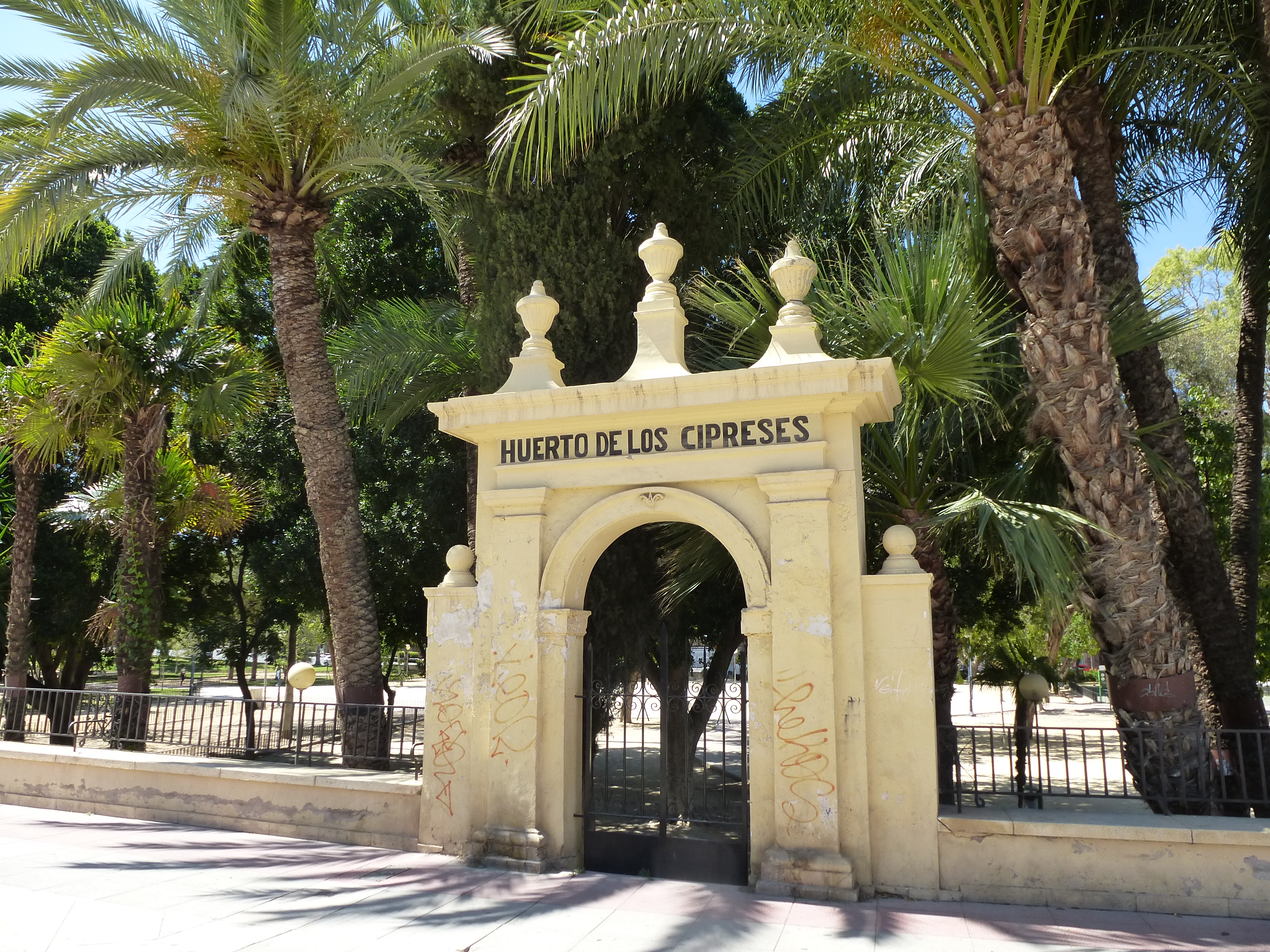
Puerta del antiguo huerto de los cipreses, en el Malecón.

Su principal función como dique de contención de las riadas ha sido efectiva a lo largo de la historia, ya que ni siquiera en 1879, en la conocida como riada de Santa Teresa, fue rebasado. Si bien la magnitud de la inundación afectó al centro de la ciudad al entrar las aguas embravecidas por otras zonas.

## Catalogación como Bien de Interés Cultural
El Paseo del Malecón fue declarado monumento histórico-artístico en 1982. En 1985, con la aprobación de la Ley del Patrimonio Histórico Español, adquirió la categoría de Bien de Interés Cultural.

## Estado actual
En los últimos años, el paseo y su entorno han sufrido gran deterioro por lo que diversas asociaciones pretenden la recuperación del mismo, así como recoger la memoria colectiva de los ciudadanos en este emblemático lugar, a través de diferentes aportaciones ya sean imágenes, narraciones, poemas, prensa, hechos históricos, o cualquier otro tipo de información que ponga en valor este singular espacio.